# Lukas Klapfer
Lukas Klapfer (* 25. Dezember 1985 in Eisenerz) ist ein ehemaliger österreichischer Nordischer Kombinierer.

## Werdegang

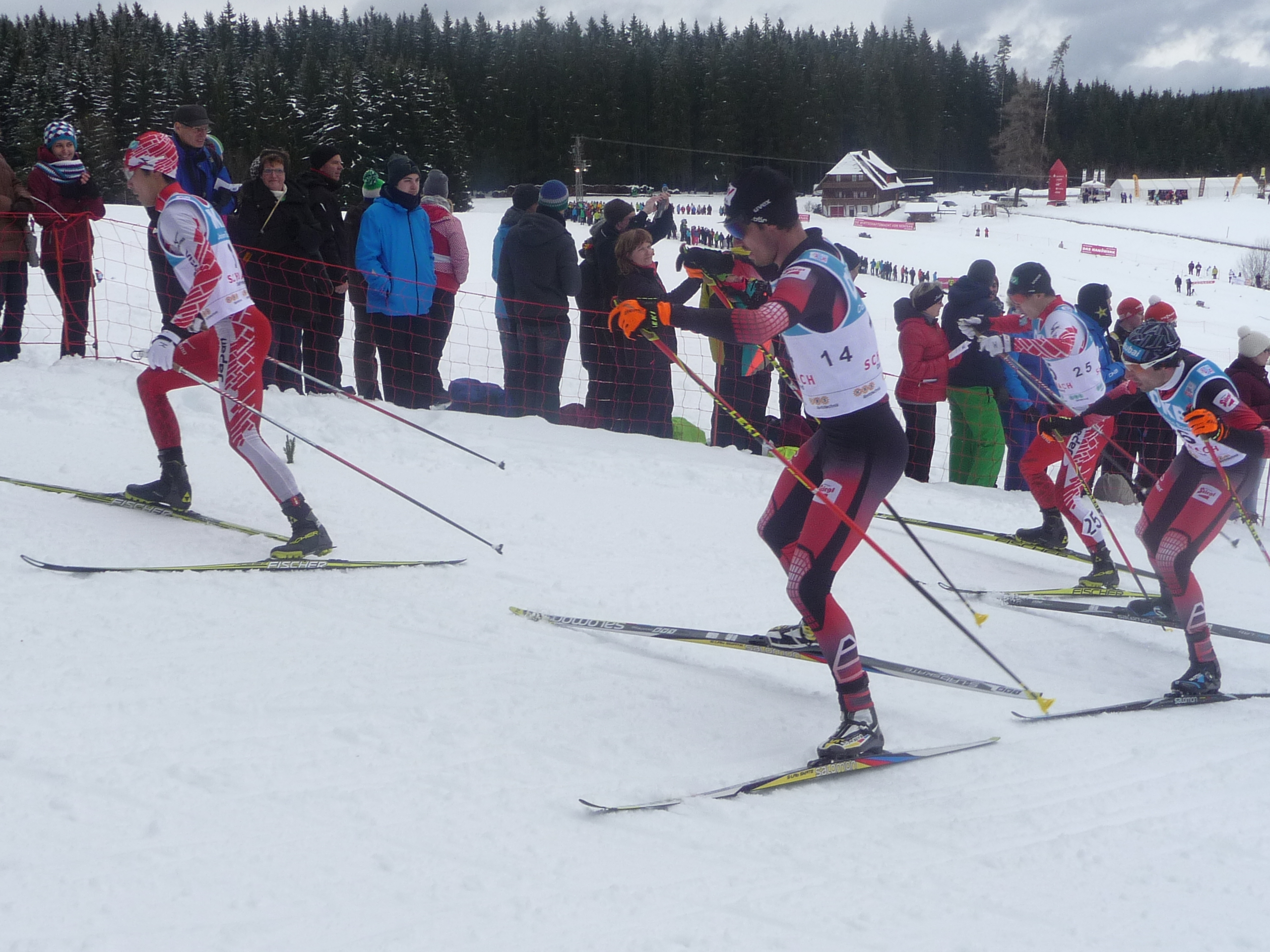
Klapfer (Nr. 14) am 5. März 2016 in Schonach

Lukas Klapfer vom WSV Eisenerz betreibt seit 1997 die Nordische Kombination. Bei den Juniorenweltmeisterschaften 2004 in Stryn gewann er mit der österreichischen Staffel die Bronzemedaille. Sein Debüt im A-Weltcup feierte er bei einem Massenstartrennen 2005 in Sapporo. In der Saison 2008/09 erreichte Klapfer seinen ersten Podiumsplatz im Weltcup mit Rang 2 in Seefeld, am Saisonende belegte er im Gesamtweltcup Rang 14. Seinen einzigen Weltcupsieg erreichte er am 4. Jänner 2015 bei einem Wettbewerb in Schonach.
Mit der österreichischen Staffel erreichte er 2009 in Schonach den dritten Platz, 2007 Platz vier in Lago di Tesero und mit Michael Gruber Platz sieben im Teamwettbewerb 2007 in Ruhpolding. Im B-Weltcup erreichte er neben einem Sieg noch sechs weitere Podestplatzierungen. In den Saisons 2006/07 und 2007/08 wurde er jeweils 29. des Gesamtweltcups.
Bei den Olympischen Winterspielen 2014 in Sotschi gewann Klapfer die Bronzemedaille im Mannschaftsbewerb. Er vertrat Österreich ebenso 2018 bei den Olympischen Winterspielen in Pyeongchang. Hier gewann er jeweils Bronze bei der Kombination von der Normalschanze und zusammen mit Willi Denifl, Bernhard Gruber und Mario Seidl im Teambewerb von der Großschanze.
Nach der Saison 2021/22 beendete er seine Karriere.

## Erfolge

### Weltcupsiege im Einzel
| Nr. | Datum          | Ort      | Disziplin               |
| --- | -------------- | -------- | ----------------------- |
| 1.  | 4. Jänner 2015 | Schonach | Gundersen Normalschanze |

### Continental-Cup-Siege im Einzel
| Nr. | Datum            | Ort               | Disziplin               |
| --- | ---------------- | ----------------- | ----------------------- |
| 1.  | 9. Dezember 2006 | Steamboat Springs | Gundersen Großschanze   |
| 2.  | 13. Februar 2010 | Kranj             | Gundersen Normalschanze |
| 3.  | 6. Februar 2011  | Eisenerz          | Gundersen Normalschanze |
| 4.  | 12. Februar 2011 | Szczyrk           | Gundersen Normalschanze |
| 5.  | 11. Februar 2012 | Eisenerz          | Gundersen Normalschanze |
| 6.  | 12. Februar 2012 | Eisenerz          | Gundersen Normalschanze |
| 7.  | 18. Februar 2017 | Planica           | Gundersen Großschanze   |
| 8.  | 19. Februar 2017 | Planica           | Gundersen Großschanze   |

## Statistik

### Platzierungen bei Olympischen Winterspielen
| Jahr und Ort     | Wettbewerb   | Wettbewerb   | Wettbewerb |
| Jahr und Ort     | Gundersen NS | Gundersen GS | Team       |
| ---------------- | ------------ | ------------ | ---------- |
| 2014 Sotschi     | 12.          | 15.          | 03.        |
| 2018 Pyeongchang | 03.          | 09.          | 03.        |

### Weltcup-Platzierungen
| Saison  | Platz | Punkte |
| ------- | ----- | ------ |
| 2006/07 | 29.   | 092    |
| 2007/08 | 29.   | 172    |
| 2008/09 | 14.   | 401    |
| 2009/10 | 36.   | 098    |
| 2010/11 | 29.   | 084    |
| 2011/12 | 45.   | 034    |
| 2012/13 | 34.   | 090    |
| 2013/14 | 13.   | 327    |
| 2014/15 | 10.   | 401    |
| 2015/16 | 09.   | 577    |
| 2016/17 | 28.   | 197    |
| 2017/18 | 14.   | 427    |
| 2018/19 | 18.   | 305    |
| 2019/20 | 15.   | 246    |
| 2020/21 | 18.   | 183    |
| 2021/22 | 34.   | 074    |